# WWE-pay-per-viewevenementen 2011
De WWE-pay-per-viewevenementen in 2011 bestond uit professioneel worstelevenementen, die door de WWE werden georganiseerd in het kalenderjaar 2011.
De evenementen Royal Rumble, Elimination Chamber en WrestleMania XXVII werden nog georganiseerd onder de naam World Wrestling Entertainment. Vanaf 7 april 2011 werden de evenementen georganiseerd onder de naam WWE, dat simpelweg afgekort was van de naam World Wrestling Entertainment.
In 2011 introduceerde de organisator met Capitol Punishment een nieuwe evenement en Vengeance keerde na een afwezigheid van 5 jaar weer terug.

## WWE-pay-per-viewevenementen in 2011
| Datum             | Evenement                     | Locatie               | Stad                        |
| ----------------- | ----------------------------- | --------------------- | --------------------------- |
| 30 januari 2011   | Royal Rumble                  | TD Garden             | Boston                      |
| 20 februari 2011  | Elimination Chamber           | Oracle Arena          | Oakland (Californië)        |
| 3 april 2011      | WrestleMania XXVII            | Georgia Dome          | Atlanta (Georgia)           |
| 1 mei 2011        | Extreme Rules                 | St. Pete Times Forum  | Tampa (Florida)             |
| 22 mei 2011       | Over the Limit                | KeyArena              | Seattle (Washington)        |
| 19 juni 2011      | Capitol Punishment            | Verizon Center        | Washington D.C.             |
| 17 juli 2011      | Money in the Bank             | Allstate Arena        | Rosemont (Illinois)         |
| 14 augustus 2011  | SummerSlam                    | Staples Center        | Los Angeles                 |
| 18 september 2011 | Night of Champions            | HSBC Arena            | Buffalo (New York)          |
| 2 oktober 2011    | Hell in a Cell                | New Orleans Arena     | New Orleans                 |
| 23 oktober 2011   | Vengeance                     | AT&T Center           | San Antonio (Texas)         |
| 20 november 2011  | Survivor Series               | Madison Square Garden | New York                    |
| 18 december 2011  | TLC: Tables, Ladders & Chairs | Wells Fargo Center    | Philadelphia (Pennsylvania) |